# Krążownik rakietowy

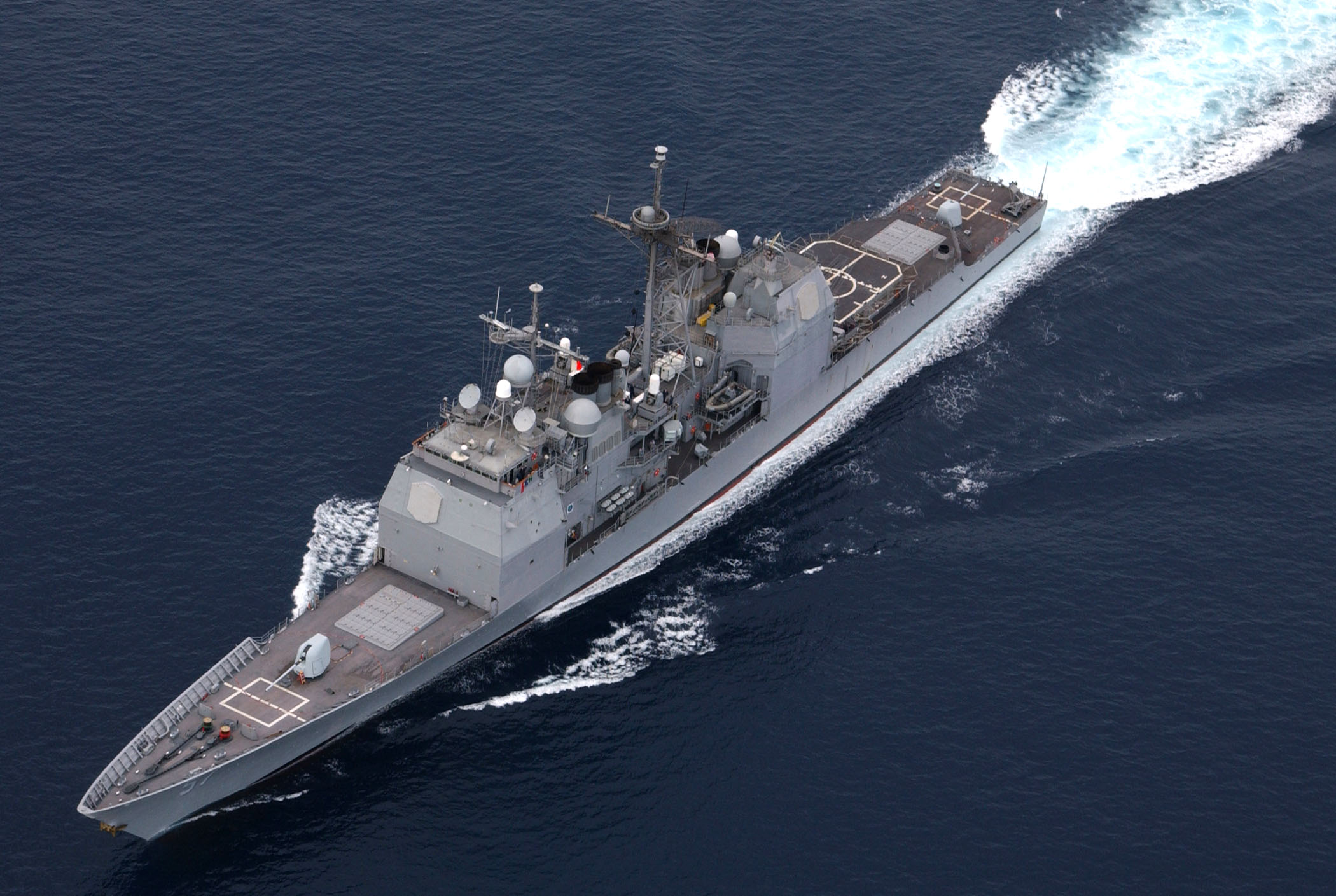
USS „Lake Champlain” (typu Ticonderoga)

Krążownik rakietowy – klasa współczesnych dużych okrętów o silnym uzbrojeniu, którego główny element stanowią pociski rakietowe, jedyna podklasa krążowników używana w XXI wieku. Stanowią jako klasa największe i najsilniejsze okręty bojowe budowane w okresie powojennym po okrętach lotniczych i desantowych.
Krążowniki rakietowe stanowią ostatnią generację istniejącej od XIX wieku klasy krążowników. Pojawiły się w czasach zimnej wojny, pod koniec lat 50. XX wieku, najpierw w postaci przebudowanych krążowników klasycznych, a następnie specjalnie budowanych okrętów. Mogą mieć napęd klasyczny lub rzadziej atomowy. W zależności od koncepcji obowiązującej w danej flocie, służyły przede wszystkim do obrony przeciwlotniczej lub przeciwpodwodnej zespołów floty, albo rzadziej do zwalczania rakietami okrętów nawodnych. Podstawowe ich uzbrojenie stanowiły pociski przeciwlotnicze średniego lub dalekiego zasięgu albo pociski przeciwokrętowe dalekiego zasięgu, a także rakietotorpedy do zwalczania okrętów podwodnych. Nowsze okręty tej klasy dysponują silnym uniwersalnym uzbrojeniem do zwalczania różnych typów zagrożeń, chociaż dominujące jest uzbrojenie przeciwlotnicze, a od XXI wieku także przeciwrakietowe. Artyleria odgrywa natomiast w ich uzbrojeniu niewielką rolę. Obecnie krążowniki rakietowe stanowią klasę okrętów co do zasady większych i dysponujących większą mocą bojową od niszczycieli i fregat, lecz w przeszłości klasy te wzajemnie się przenikały i ich nazewnictwo nie było jednolite. Krążowniki rakietowe budowane były przede wszystkim w USA i ZSRR i pozostają dalej na uzbrojeniu w XXI wieku. Ich wyporność pełna wynosi przeciętnie około 10 tysięcy ton, a największych – 25 tysięcy ton.

## Charakterystyki ogólne

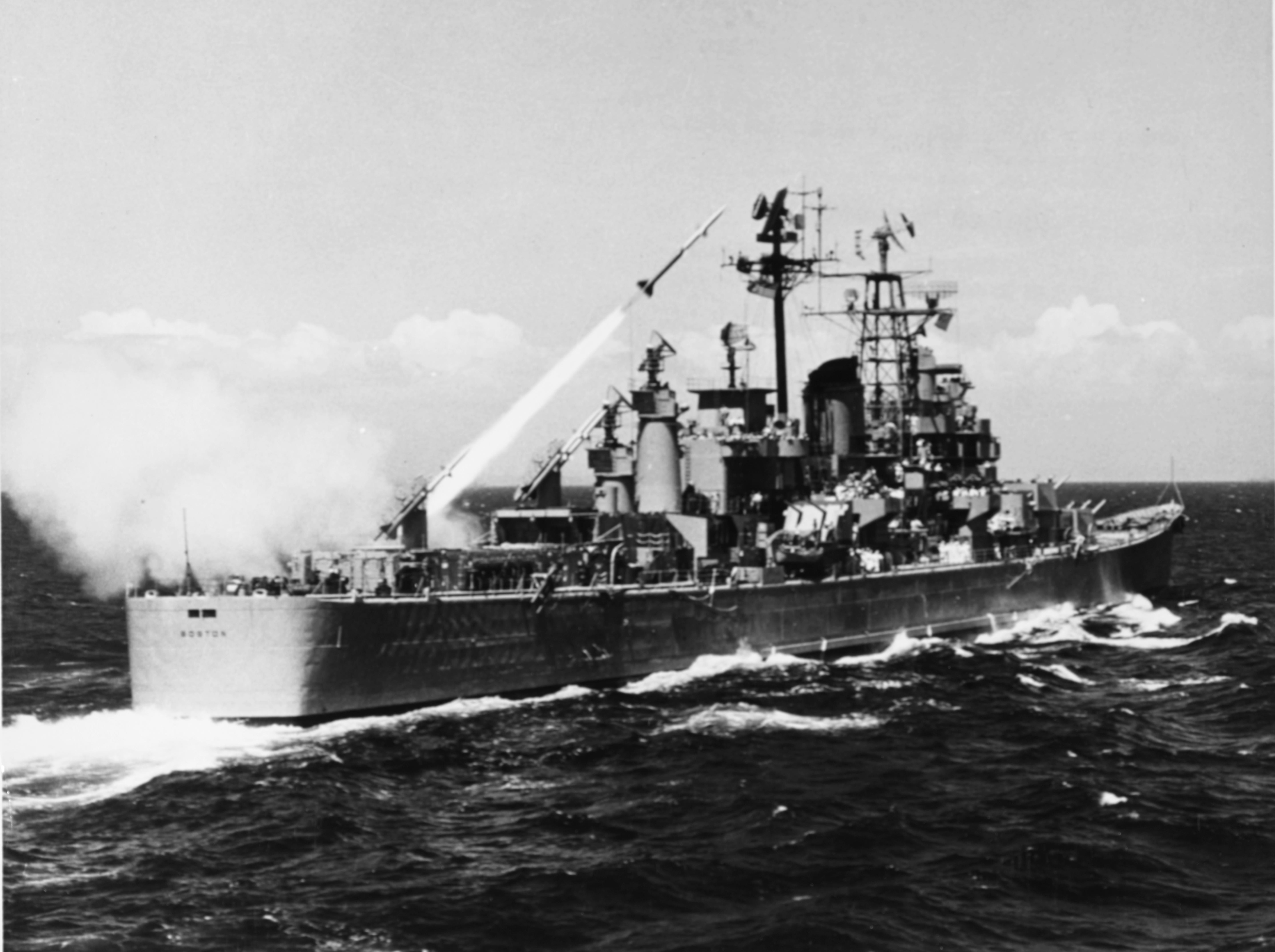
Krążownik USS „Boston” (CAG-1) przebudowany jako pierwszy z krążownika ciężkiego

Pierwsze krążowniki rakietowe powstały w drugiej połowie lat 50. XX wieku przez przebudowę klasycznych krążowników (lekkich lub ciężkich) i miały ich cechy konstrukcyjne, zachowując opancerzenie i część uzbrojenia artyleryjskiego. Powstało w ten sposób na świecie ogółem 15 jednostek, z których większość otrzymała wyrzutnie pocisków przeciwlotniczych w miejsce artylerii na rufie. Dopiero dalsze specjalnie projektowane okręty, wchodzące do służby od 1961 roku, zerwały całkowicie z wzorcami krążowników klasycznych, a ich konstrukcja została podporządkowana rozmieszczeniu uzbrojenia rakietowego i wyposażenia radioelektronicznego, przy równoczesnej rezygnacji z opancerzenia i silnej artylerii.

### Uzbrojenie

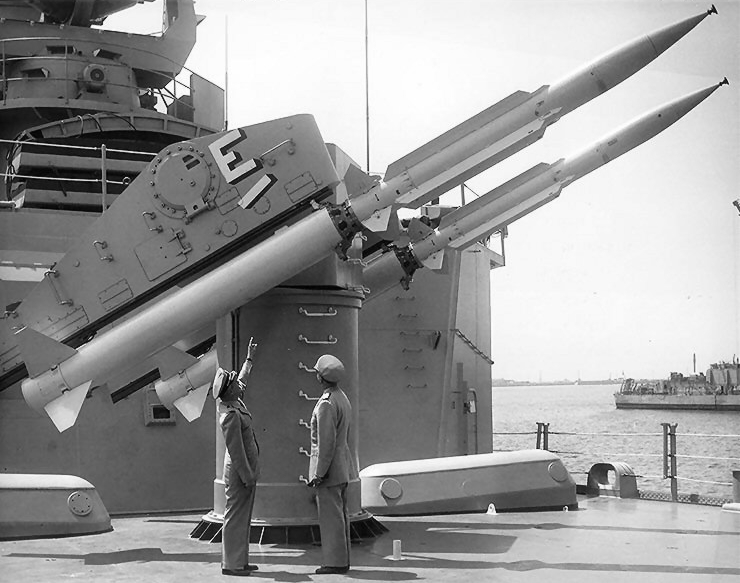
Wyrzutnia pocisków Terrier na krążowniku USS „Providence”

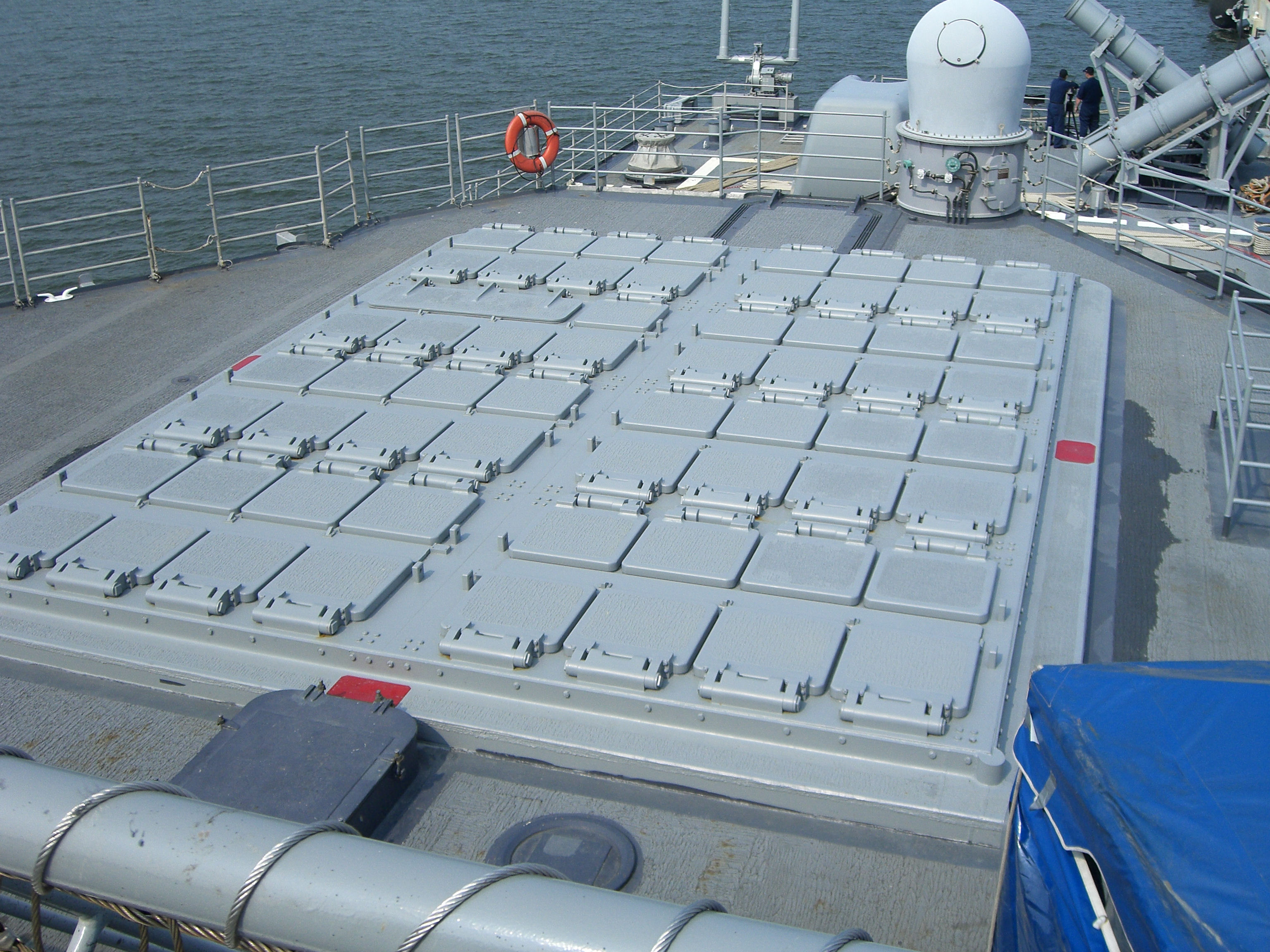
Pionowa wyrzutnia Mk 41 VLS pocisków Standard na krążowniku typu Ticonderoga

Podstawowe uzbrojenie krążowników rakietowych stanowią wyrzutnie kierowanych pocisków rakietowych do zwalczania celów powietrznych (woda-powietrze) lub także nawodnych (woda-woda), rzadziej naziemnych. Artyleria okrętowa zeszła w ich konstrukcji na dalszy plan i pozostały jedynie nieliczne zautomatyzowane działa uniwersalne o dużej szybkostrzelności, kierowane radarowo. Część krążowników rakietowych nawet nie posiadała cięższej artylerii, niż kilka dział kalibru 57–76 mm. Od lat 80. XX wieku standardem stały się dwie armaty kalibru 127–130 mm, w amerykańskich okrętach umieszczone w wieżach na dziobie i rufie, a w radzieckich zgrupowane w jednej wieży. Uzbrojenie dopełniają małokalibrowe działka przeciwlotnicze, w liczbie najwyżej kilku, które przybrały od lat 70. postać szybkostrzelnych kierowanych radarowo systemów obrony bezpośredniej, jak amerykański Phalanx i radziecki AK-630. Od początku okręty tej klasy miały też uzbrojenie pozwalające w ograniczonym zakresie zwalczać okręty podwodne, jak torpedy kierowane lub rakietowe bomby głębinowe. Na części jednostek następnie pojawiły się rakietotorpedy i 1–2 śmigłowce pokładowe, pozwalające na aktywne poszukiwanie i zwalczanie okrętów podwodnych na większych odległościach. Od lat 80. regułą jest uniwersalny zestaw uzbrojenia zarówno w pociski przeciwlotnicze, jak i przeciwokrętowe oraz rakietotorpedy i śmigłowce. Odmianą krążowników rakietowych były krążowniki śmigłowcowe, dostosowane do przenoszenia większej liczby śmigłowców i przeznaczone głównie do zwalczania okrętów podwodnych. Dalszy ich rozwój doprowadził do powstania krążowników lotniczych, które jednak pod względem konstrukcji i wielkości stanowią hybrydę krążowników z lotniskowcami.
Pierwsze krążowniki rakietowe były uzbrajane w jedyne systemy rakiet przeciwlotniczych, jakie wówczas były dostępne, o stosunkowo niewielkim zasięgu rzędu 20 kilometrów (wczesne wersje pocisków Terrier i radzieckie Wołna). W miarę postępu w tym zakresie, szczególnie w USA, szybko wyróżnikiem krążowników rakietowych stało się przenoszenie przez nie pocisków średniego lub dalekiego zasięgu, umożliwiających obronę strefową zespołów floty. W marynarce amerykańskiej stały się nimi mało rozpowszechnione pociski dalekiego zasięgu Talos (przenoszone przez siedem okrętów), nowsze wersje pocisków Terrier, a ostatecznie pociski rodziny Standard (SM). W ZSRR były to systemy Sztorm i w latach 80. Fort. Reprezentatywne dla krążowników rakietowych końcowego okresu zimnej wojny są amerykańskie pociski Standard SM-1ER i SM-2MR o zasięgu 74 km, SM-2ER o zasięgu 148 km i radzieckie Fort o zasięgu 90 km. Początkowo stosowano na krążownikach wyrzutnie dwuprowadnicowe (jednoprowadnicowe tylko w typie California), w latach 80. zastąpione w najnowszych okrętach przez wielokomorowe wyrzutnie pionowe (VLS), pozwalające na szybsze wystrzeliwanie kolejnych pocisków. W XXI wieku amerykańskie modernizowane okręty otrzymały nowsze pociski rodziny Standard: SM-3 i SM-6, o wysokich osiągach, służące także do obrony przeciwbalistycznej.
Na radzieckich okrętach od lat 60. stosowano ciężkie rakiety przeciwokrętowe dalekiego zasięgu jako podstawowe uzbrojenie. Na okrętach amerykańskich natomiast od początku lat 80. stosuje się jako uzbrojenie uzupełniające pociski przeciwokrętowe średniego zasięgu RGM-84 Harpoon, ale także pociski manewrujące klasy woda-ziemia RGM-109 Tomahawk.

### Wyposażenie

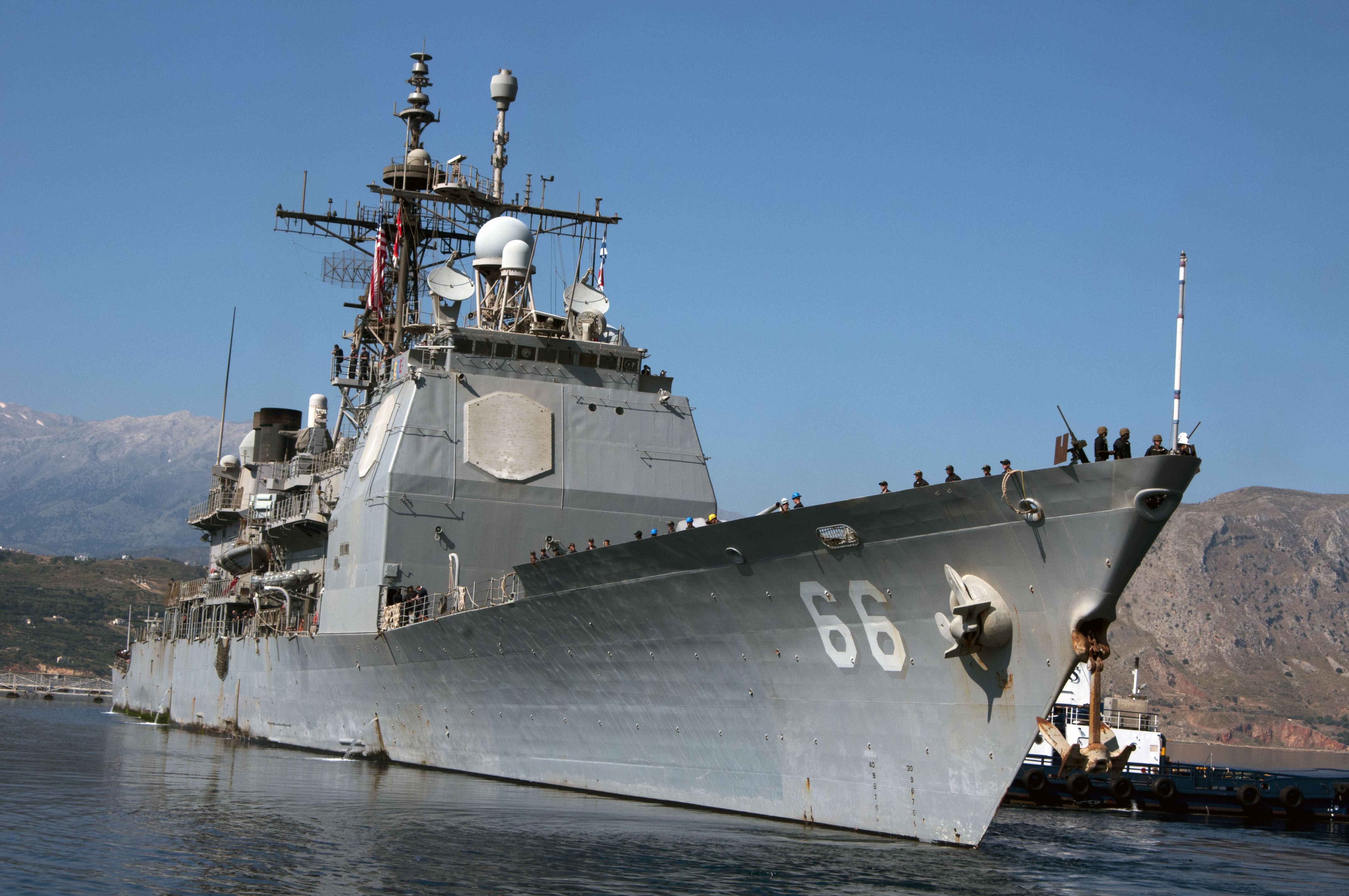
Krążownik USS „Hué City” (CG 66) typu Ticonderoga – widoczne płaskie anteny radaru AN/SPY-1 systemu Aegis na ścianach nadbudóki

Podobnie jak inne współczesne okręty, krążowniki rakietowe przenoszą zestaw urządzeń elektronicznych umożliwiające wykrywanie celów i skuteczne kierowanie uzbrojeniem, w szczególności radary różnych typów i sonary do wykrywania okrętów podwodnych. Z uwagi jednak na swoją wielkość, okręty tej klasy często wyróżniają się szczególnie bogatym wyposażeniem, obejmującym urządzenia obserwacji o lepszych parametrach i większych zasięgach, niż na niszczycielach i fregatach. W szczególności, na krążowniku USS „Long Beach” oddanym do służby w 1961 roku po raz pierwszy zastosowano radar z antenami ścianowymi. Szczyt rozwoju w tym zakresie stanowi zintegrowany system obrony powietrznej i przeciwrakietowej Aegis, wprowadzony po raz pierwszy w latach 80. na amerykańskich krążownikach typu Ticonderoga, a dopiero później w prostszej postaci także na okrętach mniejszych klas. System ten jest nadal rozwijany i w wersji Aegis BMD służy do ochrony przeciwbalistycznej. Poza najstarszymi okrętami, krążowniki rakietowe wyposażone są także w systemy walki radioelektronicznej, obejmujące między innymi stacje zakłóceń i wyrzutnie celów pozornych.

### Napęd i wielkość
Krążowniki rakietowe mają napęd klasyczny – śruby napędzane przez turbiny parowe lub turbiny gazowe, albo rzadziej siłownię atomową. Na świecie ukończono tylko dziewięć amerykańskich i cztery radzieckie krążowniki atomowe. Niezależnie od napędu, siłownie pozwalają na osiąganie dość wysokiej prędkości w zakresie od 30 do 34 węzłów.
Wyporność pełna krążowników rakietowych mieści się na ogół w zakresie od 5000 do 18 000 ton, a długość kadłuba w zakresie 140 – 220 metrów. Większość krążowników rakietowych miała wyporność między 7000 a ponad 11 000 ton i długość w zakresie 160 – 180 metrów, przy tym nowsze jednostki, pozostające w służbie w XXI wieku, mają już wyporność powyżej 10 000 ton. Rzadkością były okręty większe – do 18 000 ton i 220 metrów długości (amerykańskie krążowniki przebudowane z krążowników artyleryjskich, śmigłowcowce typu Moskwa i krążownik atomowy „Long Beach”). Wyjątkiem są radzieckie wielkie krążowniki atomowe projektu 1144 (Kirow), które mają wyporność pełną 24 500 ton przy długości 251 m i stanowią największe okręty bojowe zbudowane po wojnie, po okrętach lotniczych.

### Ochrona
W przeciwieństwie do klasycznych krążowników, na większości typów specjalnie budowanych krążowników rakietowych nie stosowano żadnego opancerzenia, a głównym zagrożeniem dla nich stała się nie artyleria, lecz pociski rakietowe i broń masowego rażenia. Stosowano jedynie lekkie opancerzenie ważnych dla żywotności pomieszczeń, jak centrala bojowa wewnątrz kadłuba, przy tym miało ono także chronić przed promieniowaniem w razie przewidywanej wojny atomowej. Z biegiem czasu podejmowano działania konstrukcyjne w celu zwiększenia ich odporności przeciwko pociskom rakietowym i w latach 80. amerykańskie okręty otrzymały dodatkową osłonę z lekkiego kevlaru, chroniącą wrażliwe partie. Na krążownikach typu Ticonderoga początkowa masa ochrony z kevlaru wynosiła 110 ton, a w toku służby została jeszcze wzmocniona. Wyjątkowo radzieckie wielkie krążowniki projektu 1144 (Kirow) zostały natomiast wyposażone w odpowiednio rozmieszczony pancerz o grubości dochodzącej do 100 mm i masie około 1100 ton.

### Zastosowanie

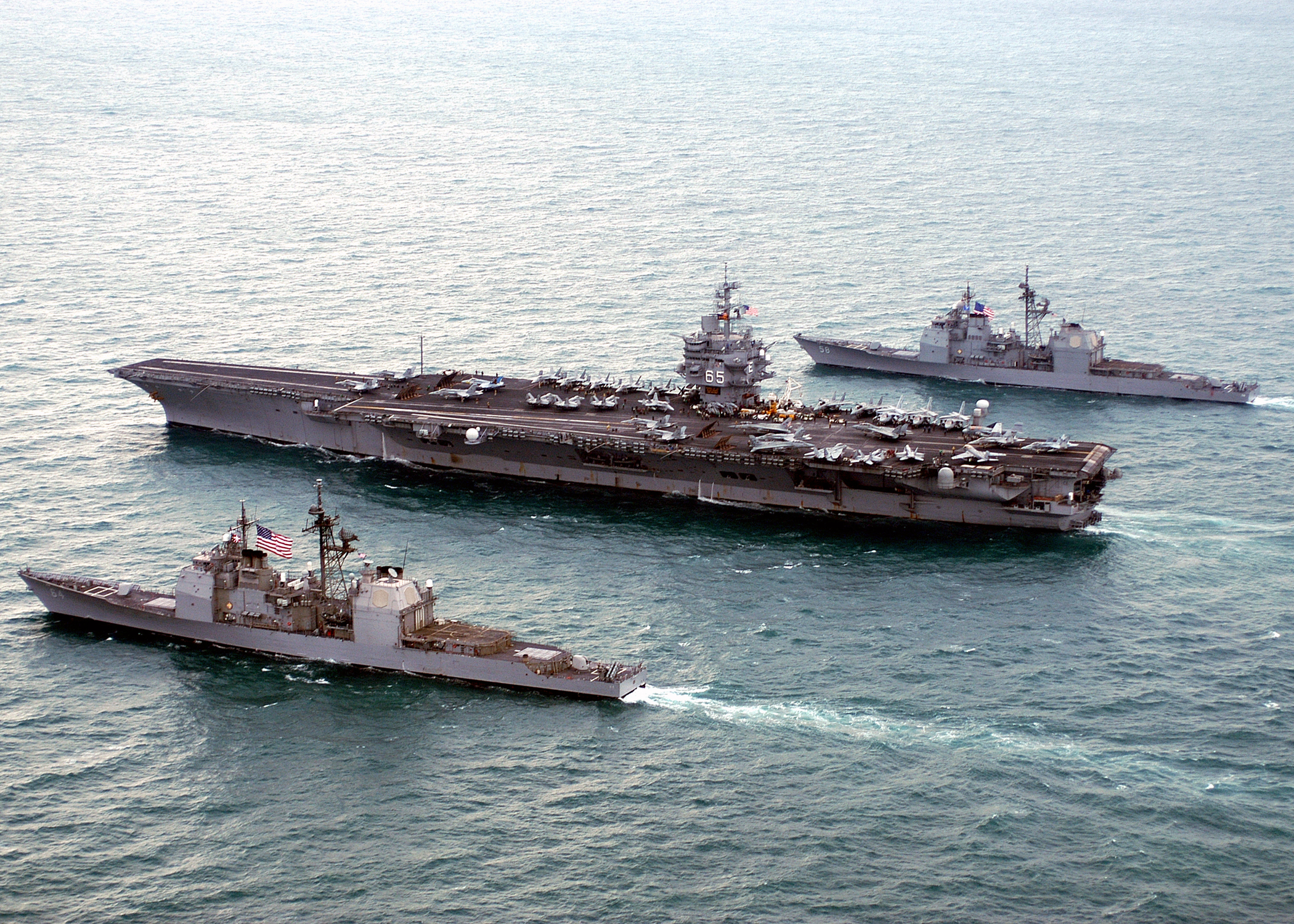
Amerykański lotniskowiec „Enterprise” w eskorcie dwóch krążowników typu Ticonderoga, „Philippine Sea” i „Gettysburg”

Z racji wysokich kosztów i wyspecjalizowanego zastosowania, krążowniki rakietowe były budowane i używane w większej liczbie tylko przez USA i ZSRR (aktualnie Rosję). Nieliczne okręty budowane były przez Włochy (cztery), a pojedyncze, przebudowane z krążowników klasycznych, przez Holandię i Francję. Ogółem powstało na świecie 106 okrętów klasyfikowanych jako krążowniki rakietowe lub powszechnie za takie uznawanych, wszystkie do końca XX wieku – należy jednak zaznaczyć, że w części literatury do krążowników zalicza się także inne okręty, w tym budowane od końca II dekady XXI wieku w Chinach. W odróżnieniu od krążowników klasycznych, które były na ogół przystosowane do prowadzenia samodzielnych działań oceanicznych, krążowniki rakietowe przeznaczone są do ścisłego współdziałania w składzie zespołów okrętów. Podstawowym zadaniem amerykańskich krążowników rakietowych była obrona przeciwlotnicza i przeciwrakietowa, a uzupełniająco także przeciwpodwodna zespołów floty, których rdzeniem są lotniskowce. Później do ich zadań doszło także atakowanie celów naziemnych pociskami Tomahawk. Od drugiej dekady XXI wieku natomiast jednym z podstawowych zadań dla modernizowanych amerykańskich krążowników stała się obrona przed rakietami balistycznym tarczy antyrakietowej. Radzieckie okręty klasyfikowane jako krążowniki rakietowe projektowane były natomiast głównie do zwalczania rakietami dalekiego zasięgu zespołów floty – przede wszystkim lotniskowców (okręty projektu 58 i typów Kirow i Sława), a później także obrony przeciwlotniczej własnych zespołów. Odpowiadające krążownikom okręty budowano w ZSRR także specjalnie do zwalczania okrętów podwodnych.
Należy mieć na uwadze, że klasyfikacja okrętów na świecie nie jest jednolita i klasa krążowników nie ma uniwersalnych wyróżników, w efekcie nazywanie tak okrętów zależy od danej marynarki. Dodatkowo w latach 60. i 70. nazewnictwo się zmieniało i część krążowników rakietowych była przez pewien okres lub na etapie budowy klasyfikowana jako fregaty lub niszczyciele rakietowe. W literaturze za krążowniki uważa się także okręty nie klasyfikowane oficjalnie w ten sposób, przede wszystkim większych przedstawicieli radzieckiej klasy dużych okrętów przeciwpodwodnych, która nie miała odpowiednika w klasyfikacji światowej. Ostatecznie po reformie klasyfikacji w USA w 1975 roku krążownikami (cruiser) nazwano większe, a niszczycielami nieco mniejsze i słabsze okręty eskortowe zespołów floty (fleet escorts), natomiast fregatami nazwano mniejsze okręty służące do eskorty konwojów i zwalczania okrętów podwodnych (ocean escorts). Różnica wielkościowa i jakościowa między nimi a niszczycielami była jednak nieostra i umowna. Wraz z rozwojem niszczycieli, różnica ta jeszcze bardziej się zatarła (przykładowo amerykańskie niszczyciele typu Arleigh Burke, uzupełniające krążowniki typu Ticonderoga w charakterze trzonu obrony przeciwlotniczej US Navy, mają wyporność do 8373 ton i niewiele niższe możliwości bojowe, przenosząc system Aegis i rakiety tego samego typu, chociaż w mniejszej liczbie; podobnie niszczyciele japońskie).

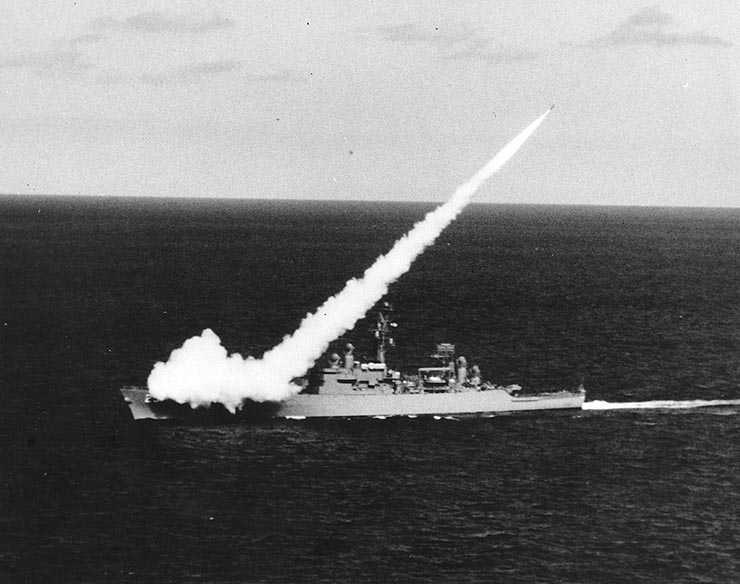
Atomowy krążownik USS „Bainbridge” odpala pocisk przeciwlotniczy Terrier, 1962 rok

Krążowniki rakietowe projektowane były z myślą o konflikcie pełnoskalowym między mocarstwami, do jakiego nie doszło po II wojnie światowej. Stąd radzieckie i włoskie jednostki tej klasy nie były sprawdzone w bezpośrednich działaniach bojowych. Amerykańskie okręty natomiast służyły w osłonie lotniskowców w trakcie licznych wojen lokalnych i interwencji zbrojnych prowadzonych przez USA, działając w warunkach przewagi militarnej i nie ścierając się z równorzędnymi przeciwnikami. Szczególnie intensywny udział brały w wojnie w Wietnamie, osłaniając zespoły floty atakujące wybrzeże. Kilkakrotnie krążowniki uzbrojone w pociski dalekiego zasięgu Talos atakowały samoloty znajdujące się nad terytorium Wietnamu Północnego (m.in. „Long Beach” zestrzelił w ten sposób dwa samoloty w 1968 roku). Służyły też do naprowadzania na cele własnych myśliwców. Rzadziej walczyły z lotnictwem bezpośrednio zagrażającym zespołom floty – między innymi w 1972 roku krążowniki typu Belknap odpierały pojedyncze próby ataków rakietowych i lotniczych na amerykańskie okręty, w tym 19 kwietnia 1972 roku USS „Sterett” zestrzelił pocisk rakietowy P-15 i dwa samoloty MiG. W grudniu 1983 roku natomiast USS „Ticonderoga” występował w bardziej klasycznej roli, ostrzeliwując cele naziemne podczas interwencji w Libanie i udowadniając przydatność stosunkowo silnej artylerii, w jaką uzbrajane są nadal okręty tej klasy. Podczas operacji Pustynna Burza w 1991 roku zadebiutowały z kolei bojowo pociski woda–ziemia Tomahawk, wystrzeliwane przede wszystkim przez krążowniki typu Ticonderoga.
Po rozpadzie ZSRR, rosyjski krążownik „Moskwa” proj. 1164 stał się okrętem flagowym Floty Czarnomorskiej i w 2022 roku wziął udział w inwazji na Ukrainę, ostrzeliwując i blokując wybrzeże, lecz został następnie zatopiony przez pociski przeciwokrętowe.

## Historia

### Pierwsze pokolenie – okręty przebudowane

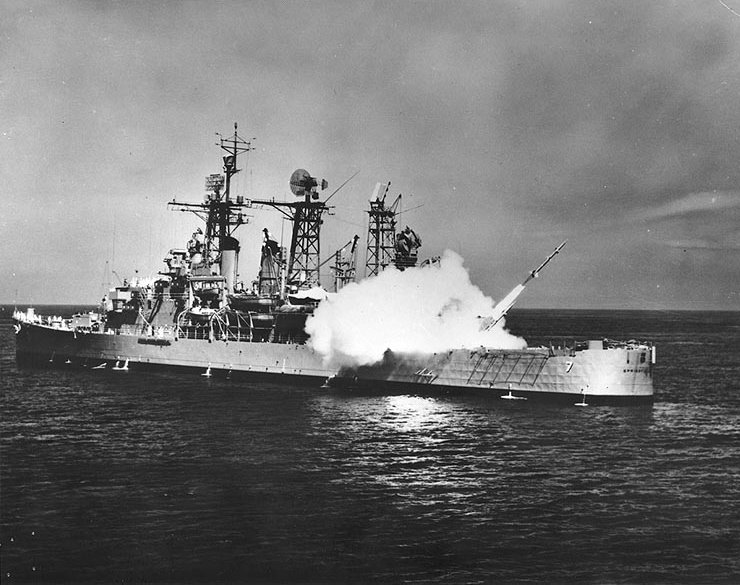
Krążownik USS „Springfield” (CLG-7) typu Providence przebudowany z krążownika lekkiego

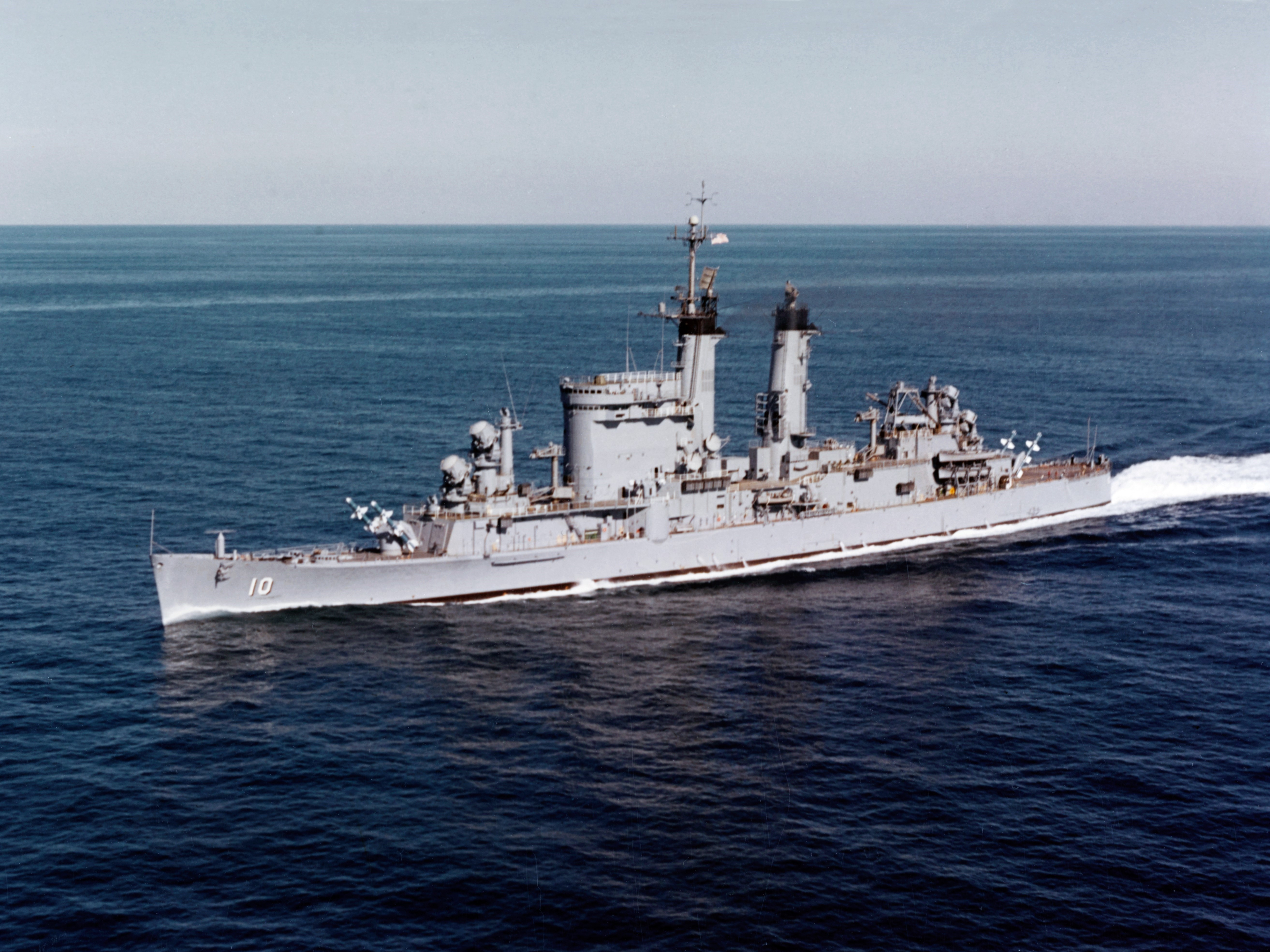
Krążownik rakietowy USS „Albany” (CG-10) typu Albany, poddany całościowej przebudowie

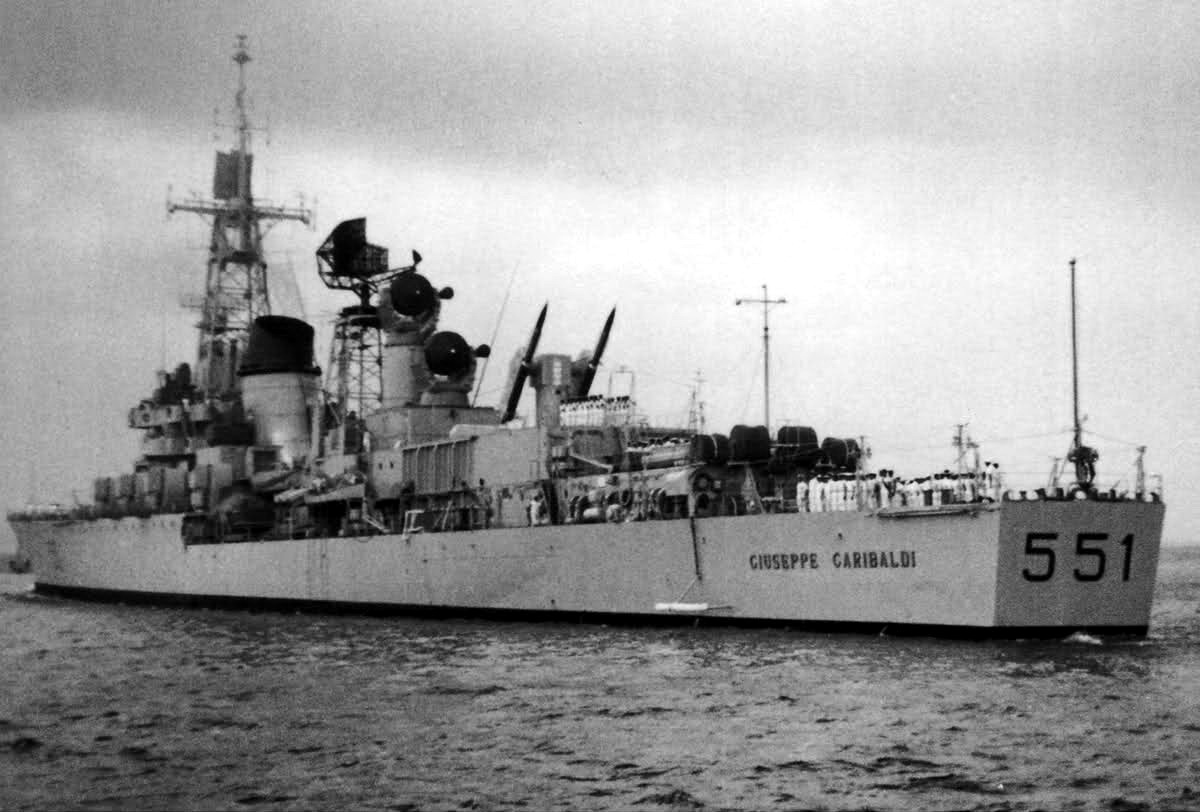
Włoski krążownik „Giuseppe Garibaldi”

Krążowniki rakietowe pierwszego pokolenia powstały przez przebudowę krążowników klasycznych (lekkich lub ciężkich), zachowując ich konstrukcję, w tym opancerzenie i część uzbrojenia artyleryjskiego. Kiedy na początku lat 50. pojawiły się pierwsze morskie systemy pocisków przeciwlotniczych, miały one początkowo duże rozmiary i jedynie krążowniki mogły zostać w nie wyposażone. Pierwszymi takimi okrętami były dwa amerykańskie krążowniki ciężkie typu Baltimore: „Boston” i „Canberra”, których przebudowę ukończono w latach 1955–1956. Wyposażono je w dwie podwójne wyrzutnie pocisków Terrier na rufie, pozostawiając artylerię główną na dziobie (sześć dział kalibru 203 mm) oraz artylerię przeciwlotniczą. Ich przeznaczeniem była obrona przeciwlotnicza zespołów floty i klasyfikowano je jako eskortowce floty, chociaż zachowały „krążownicze” numery zaczynające się od litery C (ang. cruiser), z dodatkiem litery G (od guided missiles – pociski kierowane).
Następnie w latach 1956–1960 podobnie przebudowano w USA sześć krążowników lekkich typu Cleveland, tworząc typy Galveston i Providence, które otrzymały jedną podwójną wyrzutnię pocisków Terrier lub Talos, przy pozostawieniu jednej lub dwóch trzydziałowych wież armat 152 mm na dziobie. Jedynie trzy krążowniki typu Albany przebudowano w latach 1962–1964 całościowo, likwidując całą artylerię oraz instalując nowe nadbudówki i cztery podwójne wyrzutnie rakiet (dwie Talos i dwie Tartar), a także wyrzutnię rakietotorped ASROC, co dało im także większe możliwości zwalczania okrętów podwodnych. Rozważano zainstalowanie na krążownikach również broni strategicznej w postaci pocisków manewrujących Regulus II lub rakiet balistycznych Polaris, lecz zrezygnowano z tego na rzecz uzbrajania w pociski balistyczne okrętów podwodnych. Ogółem na krążowniki rakietowe przebudowano 11 wymienionych okrętów amerykańskich, po czym dalsze przezbrajanie zarzucono, kiedy okazało się, że systemy rakietowe mogą być montowane także na mniejszych, a przede wszystkim wymagających mniejszych załóg nowoczesnych okrętach (przebudowane krążowniki amerykańskie miały wyporność pełną od 15 152 t do 18 777 t i załogi liczące 1200–1500 ludzi). Zostały one wycofane ze służby do końca lat 70.
Wzorem amerykańskich okrętów przezbrojono w rakiety przeciwlotnicze instalowane zamiast uzbrojenia rufowego tylko trzy mniejsze krążowniki lekkie innych państw NATO: holenderski „De Zeven Provinciën”, włoski „Giuseppe Garibaldi” i francuski „Colbert”. Tylko francuski okręt, przebudowany jako ostatni w 1972 roku, otrzymał także wyrzutnie rakiet przeciwokrętowych Exocet, a nadto własnej konstrukcji pociski przeciwlotnicze Masurca. Pozostałe otrzymały amerykańskie pociski Terrier, a „Garibaldi” jako wyjątek wśród okrętów nawodnych został uzbrojony także w wyrzutnie rakiet strategicznych Polaris, lecz ostatecznie ich nie przenosił. W marynarce ZSRR przezbrojono w podobny sposób w rakiety przeciwlotnicze tylko jeden krążownik „Dzierżynskij” projektu 68bis. Użyte na nim pociski M-2, stanowiące adaptację lądowych S-75, jednak nie sprawdziły się jako system morski i zrezygnowano z przebudowy dalszych okrętów. Drugi krążownik tego projektu „Admirał Nachimow” wykorzystywano do testów rakiet przeciwokrętowych, ale nie wszedł w tej roli do służby. Przebudowę starszych krążowników na rakietowe z systemem Sea Slug rozważali Brytyjczycy, lecz odstąpili od tego. Kilka dalszych krążowników klasycznych różnych państw dozbrojono w wymagające mniejszych zmian systemy przeciwlotnicze bliskiego zasięgu, jak Sea Cat lub Osa-M, jednakże z uwagi na ich przeznaczenie jedynie do samoobrony, nie uważa się ich za krążowniki rakietowe (np. radzieckie „Żdanow” i „Admirał Sieniawin” proj. 68U). Peruwiański krążownik lekki „Almirante Grau” (dawny holenderski „De Ruyter”) został natomiast dozbrojony pod koniec XX wieku ośmioma pociskami woda-woda Otomat, lecz również nie stanowiły jego zasadniczego uzbrojenia.

### Nowo budowane krążowniki okresu zimnej wojny

#### Krążowniki obrony przeciwlotniczej zespołów floty

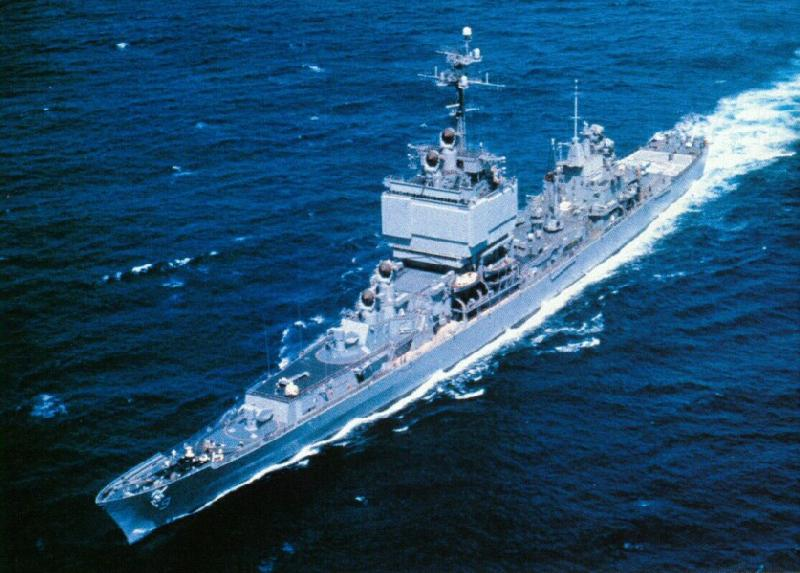
Atomowy krążownik USS „Long Beach”

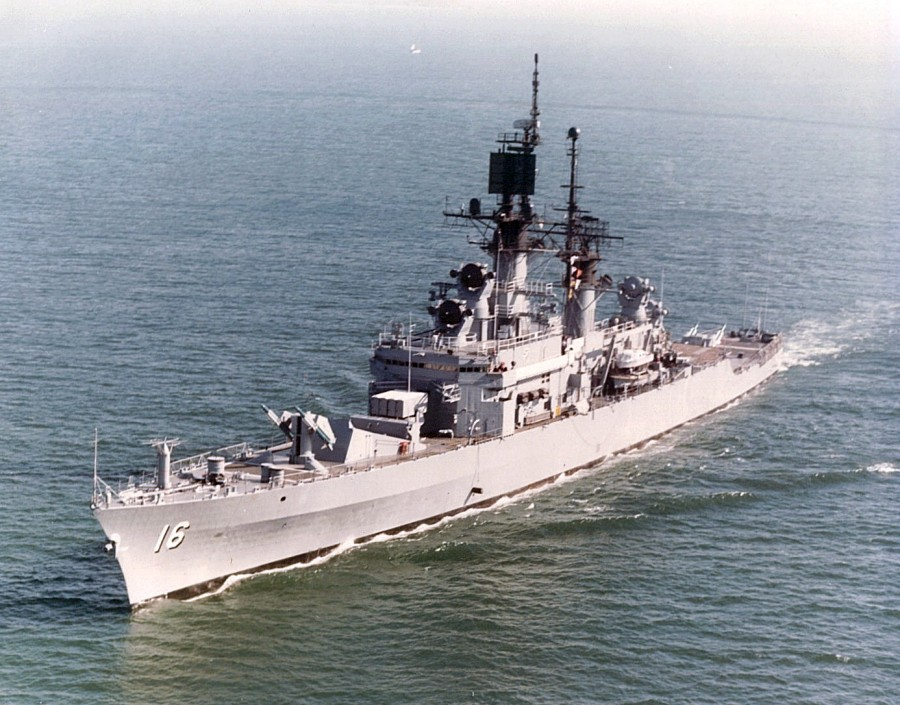
USS „Leahy” typu Leahy

Na przełomie lat 50. i 60. powstały pierwsze specjalnie budowane okręty, określane jako krążowniki rakietowe, konstruowane specjalnie pod kątem przenoszenia nowoczesnego uzbrojenia rakietowego i wyposażenia elektronicznego. Ich cechą wspólną był brak klasycznego opancerzenia i znaczna redukcja artylerii. Rozwój ich podążył w trzech zasadniczych kierunkach: walki z samolotami, okrętami podwodnymi i okrętami nawodnymi. Część okrętów łączyła te specjalizacje lub miała charakterystyki uniwersalne, jednak na ogół jedną funkcję można uznać za dominującą. Reprezentantami pierwszego kierunku stały się zwłaszcza okręty amerykańskie, projektowane jako okręty eskortowe zespołów floty, wyspecjalizowane przede wszystkim do zwalczania celów powietrznych – w tym później także rakiet, a w drugiej kolejności okrętów podwodnych.
W 1957 roku rozpoczęto budować, a w 1961 roku wcielono do służby pierwszy nowy krążownik rakietowy USS „Long Beach”, który przy tym jako pierwszy okręt nawodny otrzymał napęd atomowy. Jego uzbrojenie składało się z trzech podwójnych wyrzutni rakiet przeciwlotniczych średniego i dalekiego zasięgu Terrier i Talos oraz wyrzutni rakietotorped ASROC, a artylerię zredukowano do dwóch dział kalibru 127 mm (pierwotnie miał nie przenosić w ogóle artylerii). Z wypornością pełną 16 602 ton miał wielkość klasycznego dużego krążownika oraz wymagał 1100 ludzi załogi, ale jego następcy w marynarce USA byli już mniejszymi okrętami. Od 1962 roku zaczęły wchodzić do służby eskortowce floty typów Leahy i Belknap – łącznie 18 jednostek, klasyfikowanych początkowo oficjalnie jako fregaty (sygnatura DLG), lecz podczas reformy klasyfikacji w 1975 roku przeklasyfikowanych na krążowniki rakietowe (sygnatura CG). Miały one wyporność pełną poniżej 8000 ton i wymagały tylko poniżej 400 osób załogi. Typ Leahy miał dwie podwójne wyrzutnie rakiet przeciwlotniczych Terrier i pozbawiony był w ogóle artylerii większego kalibru; typ Belknap kosztem jednej wyrzutni rakiet miał działo kalibru 127 mm, lecz był lepiej przystosowany do zwalczania okrętów podwodnych. Zbudowano również pojedyncze atomowe wersje obu typów: „Bainbridge” i „Truxtun”. W polskiej literaturze tamtego okresu okręty te określane były jako wielkie fregaty. Mniejsze typy amerykańskich fregat w 1975 roku przeklasyfikowano na niszczyciele (destroyer), natomiast nazwę „fregat” przeniesiono w USA na jeszcze mniejsze okręty przeciwpodwodne, tworząc ukształtowaną współcześnie klasę fregat.
W latach 70. powstało w USA sześć większych i bardziej uniwersalnych atomowych krążowników o wyporności rzędu 11 000 ton: dwa typu California (również początkowo klasyfikowane jako fregaty) i cztery typu Virginia. Oprócz dwóch wyrzutni rakiet, otrzymały one silniejsze uzbrojenie artyleryjskie w postaci dwóch dział kalibru 127 mm, a zestaw uzbrojenia przeciwpodwodnego po raz pierwszy uzupełniono o śmigłowiec. W latach 80. amerykańskie krążowniki rakietowe zostały dozbrojone w pociski przeciwokrętowe średniego zasięgu Harpoon, lecz z racji pełnienia funkcji eskortowców floty, zwalczanie okrętów nawodnych nie było nigdy ich podstawowym zadaniem.

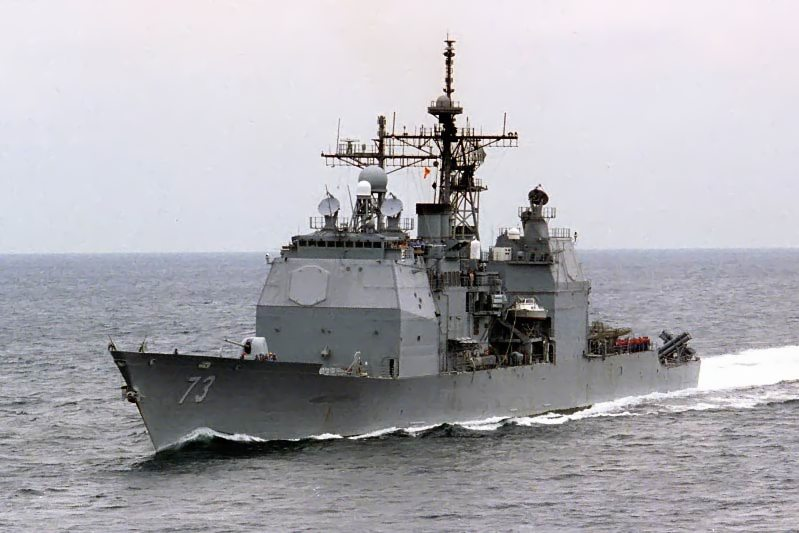
USS „Port Royal” typu Ticonderoga

W połowie lat 70. rozważano w USA budowę dużych atomowych krążowników uderzeniowych o wyporności 17 tysięcy ton (Strike Cruiser), które miały otrzymać nowy najbardziej zaawansowany na świecie system obrony przeciwlotniczej i przeciwrakietowej Aegis, lecz zrezygnowano z nich z uwagi na koszt. Zamiast nich, ostatnim typem amerykańskich krążowników rakietowych stały się budowane od lat 80. mniejsze uniwersalne okręty typu Ticonderoga, wyposażone w system Aegis, ale przenoszące także dwa śmigłowce do zwalczania okrętów podwodnych i mogące w kolejnych wersjach atakować również cele naziemne pociskami Tomahawk. Przenoszą one również stosunkowo silne jak na współczesne okręty uzbrojenie artyleryjskie, z dwóch dział kalibru 127 mm. Ich wyporność pełna w pierwszej wersji sięgała 9957 ton, a zostały skonstruowane na bazie kadłuba niszczycieli typu Spruance i początkowo tak też miały być klasyfikowane, co dowodzi braku wyraźnego rozgraniczenia między klasami nowoczesnych okrętów. Typ Ticonderoga, stopniowo ulepszany, okazał się bardzo udanym typem uniwersalnego okrętu i doprowadził do powstania najdłuższej serii krążowników rakietowych na świecie, obejmującej 27 okrętów, z których ostatni wszedł do służby w 1994 roku. Późniejsze okręty przekroczyły 10 tysięcy ton wyporności pełnej.
W literaturze sporadycznie do krążowników zaliczano też inne duże okręty eskortowe z przełomu lat 60. i 70. uzbrojone w pociski przeciwlotnicze średniego lub dalekiego zasięgu i odpowiadające ogólnie amerykańskim fregatom (DLG), nie klasyfikowane jednak oficjalnie jako krążowniki. Były to w szczególności francuskie fregaty (niszczyciele) typu Suffren (6090 t), brytyjskie niszczyciele typu County (6800 t) i typu 82 (7700 t), a nawet mniejsze holenderskie fregaty typu Tromp (4308 t).

#### Krążowniki zwalczania okrętów podwodnych

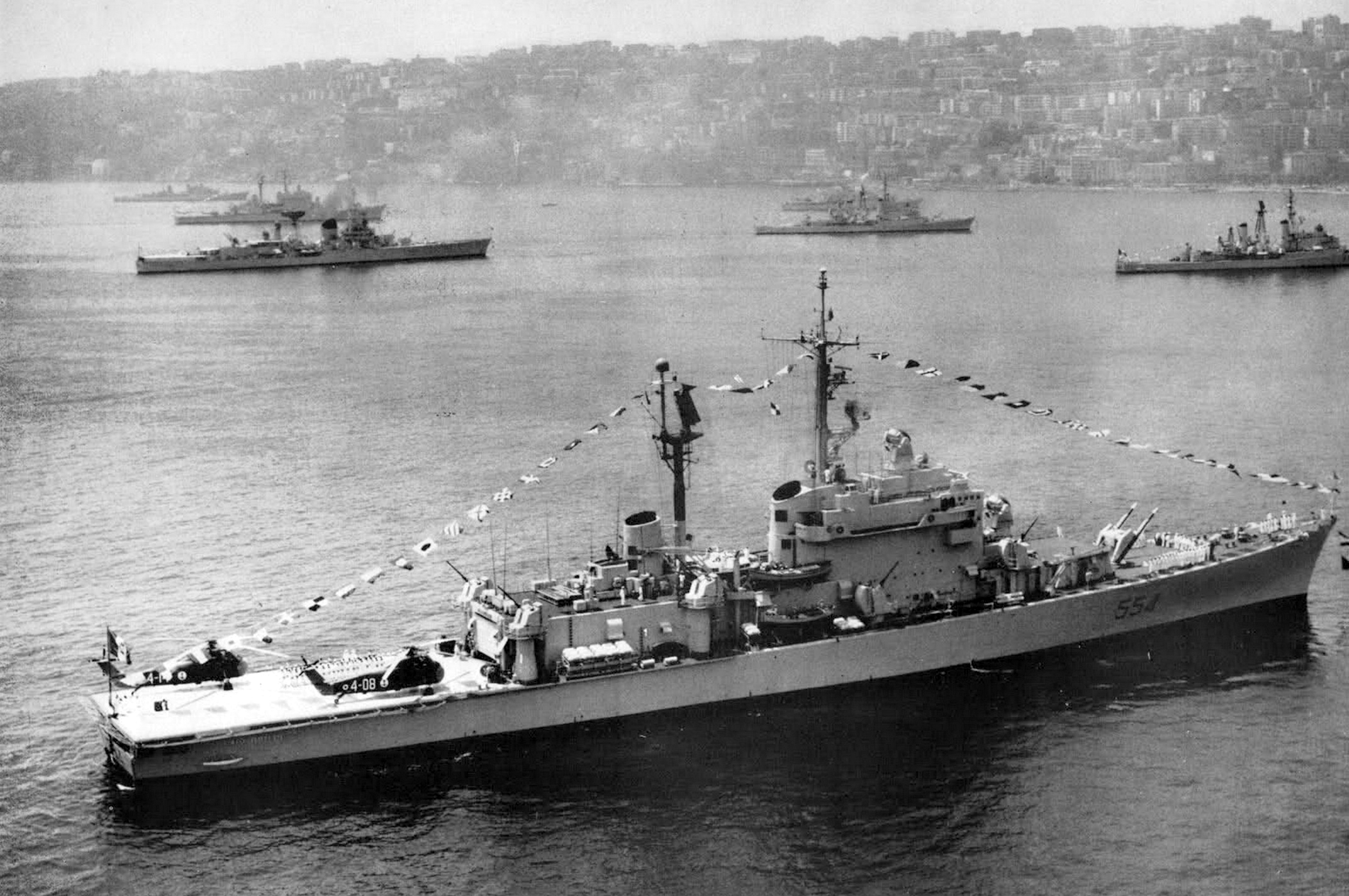
„Caio Duilio” typu Krążowniki śmigłowcowe typu Andrea Doria

Drugim głównym zadaniem krążowników rakietowych stała się walka z okrętami podwodnymi. Pierwszymi krążownikami rakietowymi przeznaczonymi głównie do tego celu były dwa włoskie okręty typu Andrea Doria, o wyporności pełnej 6500 ton, których budowę rozpoczęto w 1958, a ukończono w 1964 roku. Były to zarazem pierwsze na świecie krążowniki śmigłowcowe, przenoszące maksymalnie cztery śmigłowce przeciwpodwodne i uzbrojone także w podwójną wyrzutnię rakiet przeciwlotniczych Terrier. Ich następcą był jeden większy okręt „Vittorio Veneto” ukończony w 1969 roku, przenoszący do dziewięciu śmigłowców i mogący też wystrzeliwać rakietotorpedy ASROC. Rozwinięciem tej samej idei były dwa radzieckie krążowniki śmigłowcowe projektu 1123 (Moskwa), rozpoczęte w 1962 roku, przenoszące aż 14 śmigłowców. Miały wyporność pełną 17 500 ton i uzbrojone były ponadto w dwie podwójne wyrzutnie pocisków przeciwlotniczych średniego zasięgu M-11 Sztorm i wyrzutnię rakiet przeciwpodwodnych. Uzbrojenie artyleryjskie wszystkich powyższych typów ograniczało się do dział uniwersalnych kalibru 76 mm (okręty włoskie) lub 57 mm (radzieckie).

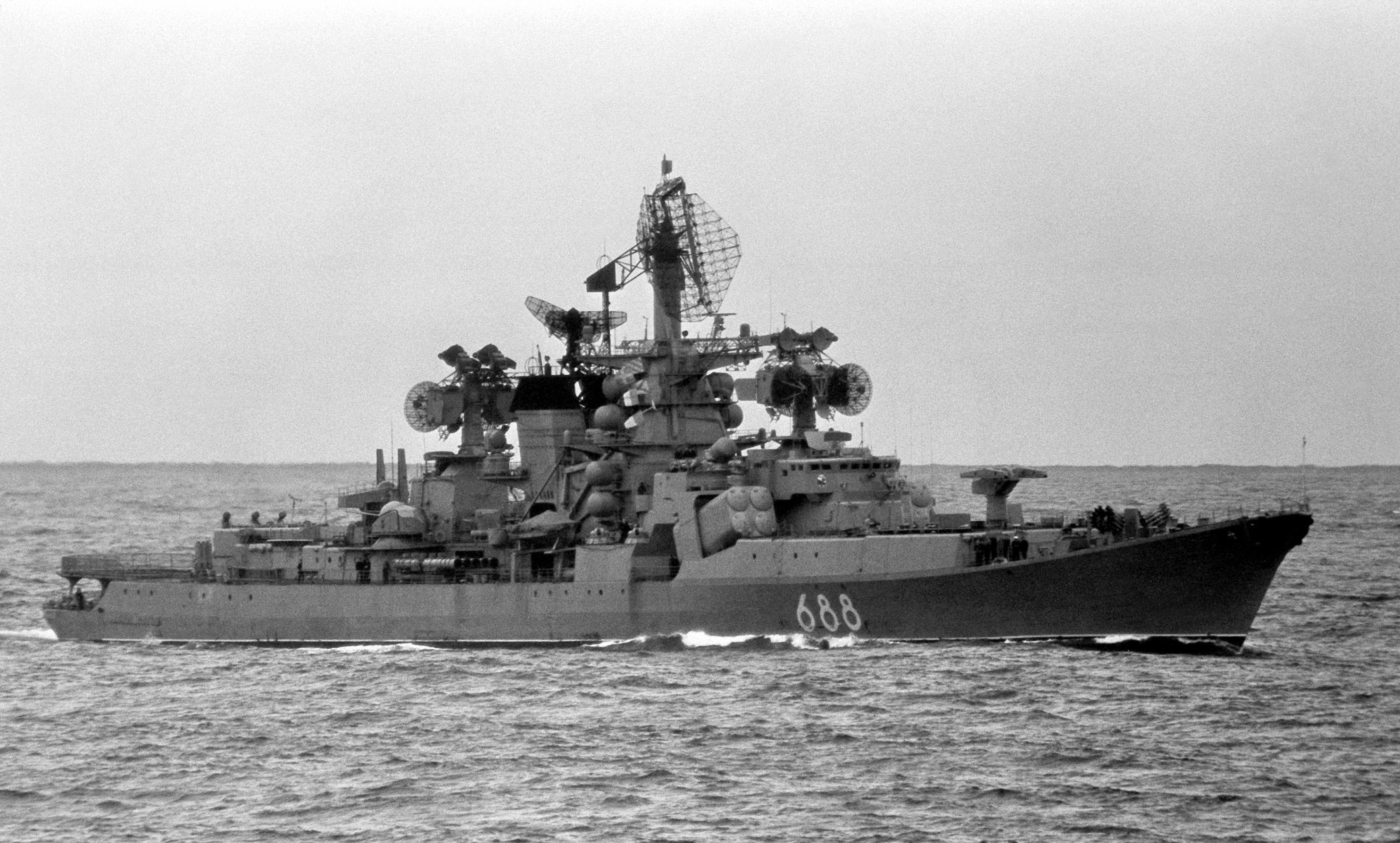
Radziecki duży okręt przeciwpodwodny „Admirał Jumaszew” projektu 1134A

Rozwój radzieckich krążowników przeciwpodwodnych poszedł następnie w dwóch kierunkach: z jednej strony projektowano jeszcze większe krążowniki lotnicze, o zwiększonych możliwościach przenoszenia lotnictwa, a z drugiej strony mniejsze okręty o wyporności rzędu 8 tysięcy ton przenoszące jeden śmigłowiec. Przedstawicielami drugiego kierunku było 17 okrętów projektów 1134A (ozn. NATO: Kresta II) i 1134B (ozn. NATO: Kara), wchodzące do służby od początku lat 70. W ZSRR były one klasyfikowane jako „duże okręty przeciwpodwodne” (skrót BPK), lecz za granicą powszechnie uznawane są za krążowniki, tym bardziej że wywodzą się z konstrukcji krążowników rakietowych projektu 1134 (omówionych dalej). Poza dwoma podwójnymi wyrzutniami pocisków przeciwlotniczych średniego zasięgu Sztorm, ich główne uzbrojenie stanowiło osiem wyrzutni rakietotorped Mietiel, a artyleria ograniczała się do dział kalibru 57 lub 76 mm.

#### Krążowniki uderzeniowe

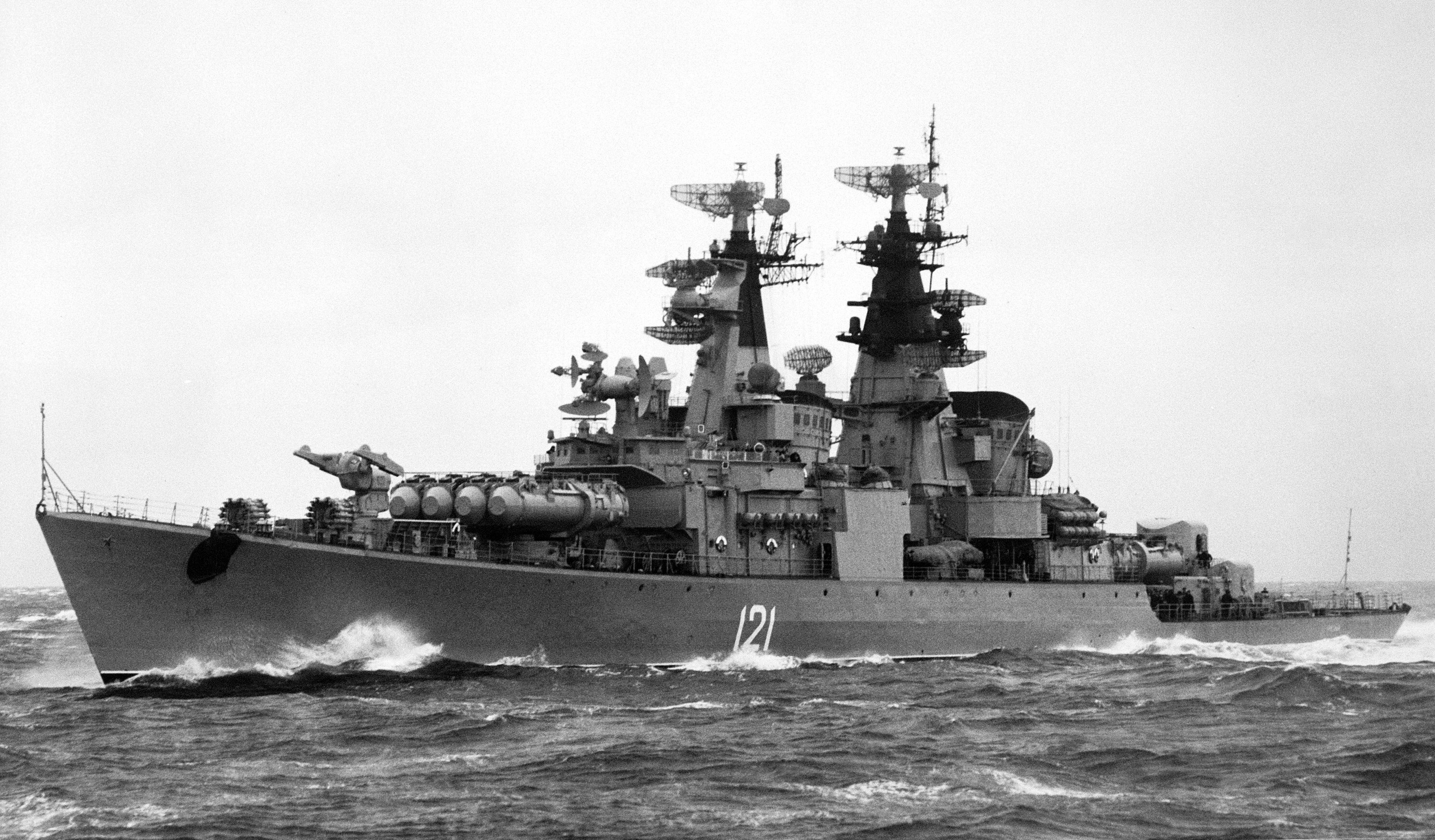
Krążownik „Groznyj” projektu 58

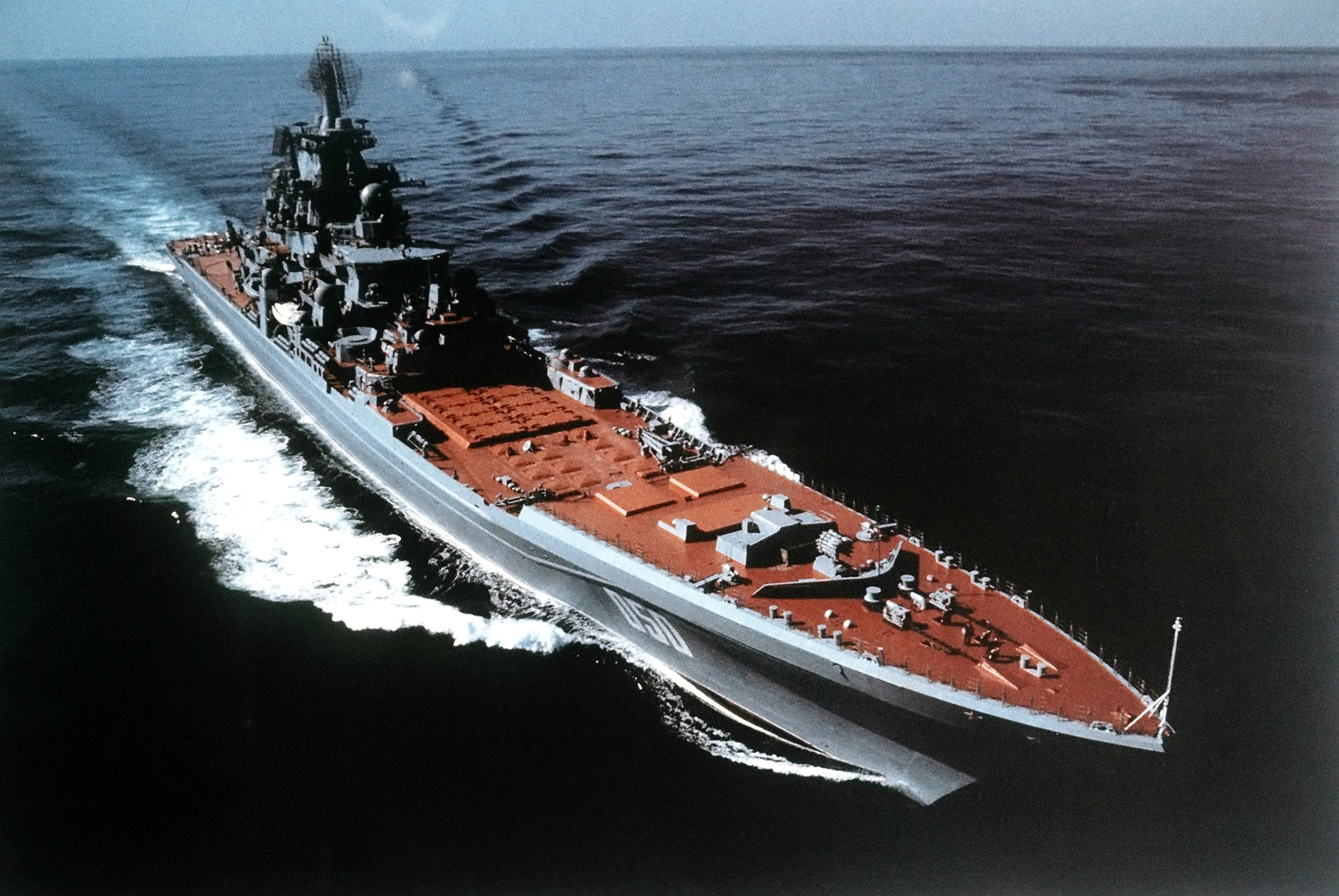
Ciężki krążownik atomowy „Frunze” projektu 11442 – widoczne pionowe wyrzutnie rakiet

Osobną ścieżką rozwoju krążowników rakietowych były okręty uzbrojone w ciężkie rakiety przeciwokrętowe dalekiego zasięgu, rozwijane jedynie w ZSRR, przede wszystkim z myślą o zwalczaniu lotniskowców. Od 1962 roku wchodziły do służby cztery pierwszy okręty projektu 58 (ozn. NATO Kynda), uzbrojone w osiem wyrzutni takich rakiet P-35 o zasięgu 250 km i podwójną wyrzutnię rakiet przeciwlotniczych M-1 Wołna. Miały one umiarkowaną wyporność pełną 5350 ton i początkowo miały być klasyfikowane jako niszczyciele, lecz ostatecznie weszły do służby jako krążowniki rakietowe (ros. rakietnyj kriejsier). Prowadzono w tym okresie prace projektowe także nad większymi krążownikami, jak projekt 64 i projekt 63 o napędzie atomowym (z 24 rakietami przeciwokrętowymi), lecz zrezygnowano z ich budowy uznając, że koszt budowy będzie zbyt wysoki, a przy niedoskonałości dostępnych wówczas rakiet przeciwlotniczych, będą zbyt narażone na ataki lotnicze. Kolejnym zbudowanym typem były cztery okręty projektu 1134 (ozn. NATO: Kresta I) o wyporności 7500 ton z czterema wyrzutniami pocisków przeciwokrętowych P-35 i dwoma wyrzutniami rakiet przeciwlotniczych Wołna. Stanowiły typ przejściowy o mniejszych zdolnościach uderzeniowych i początkowo były klasyfikowane jako duże okręty przeciwpodwodne, lecz w 1977 roku przeklasyfikowano je oficjalnie na krążowniki rakietowe.
W latach 80., przed rozpadem ZSRR, zdołano zbudować z dłuższej przewidywanej serii tylko trzy krążowniki rakietowe nowego pokolenia projektu 1164 (typu Sława) o wyporności pełnej 11 300 ton, które przenosiły 16 wyrzutni rakiet przeciwokrętowych Bazalt i 8 wyrzutni pionowych pocisków przeciwlotniczych dalekiego zasięgu Fort. Apogeum rozwoju krążowników służących do walki z okrętami nawodnymi, a przy tym mających chronić zespoły floty przed lotnictwem i okrętami podwodnymi, stały się natomiast cztery wielkie krążowniki atomowe projektu 1144 (typu Kirow) z lat 80., klasyfikowane oficjalnie jako „ciężkie atomowe krążowniki rakietowe”. Miały one wyporność pełną do 25 000 ton i były uzbrojone w 20 wyrzutni ciężkich rakiet przeciwokrętowych Granit, a ponadto 12 wyrzutni pionowych pocisków przeciwlotniczych dalekiego zasięgu Fort i pociski krótkiego zasięgu. Do zwalczania okrętów podwodnych dysponowały wyrzutniami rakietotorped i trzema śmigłowcami, a ich załoga sięgała 744 ludzi. W literaturze anglojęzycznej bywają one określane wręcz jako „krążowniki liniowe” (battlecruiser), co nie ma oficjalnego uzasadnienia.
Osobno należy wymienić okręt „Muntenia” o wyporności 5790 ton, skonstruowany i zbudowany w Rumunii w latach 80, który pierwotnie był określony „na wyrost” jako lekki krążownik śmigłowcowy, a w 1990 roku został przeklasyfikowany na niszczyciel, ze zmianą nazwy. Okręt i jego klasyfikacja stanowiły wyraz ambicji dyktatora Nicolae Ceaușescu przy ograniczonych możliwościach przemysłu, i przenosił osiem radzieckich pocisków przeciwokrętowych średniego zasięgu systemu P-20M, przy całkowitym braku rakietowego uzbrojenia przeciwlotniczego, oraz dwa lekkie śmigłowce przy braku środków do zwalczania okrętów podwodnych na większych odległościach.

#### Krążowniki lotnicze
Dalszy rozwój krążowników śmigłowcowych prowadził do powstania okrętów formalnie jedynie klasyfikowanych jako krążowniki, ale znacznie większych i będących w istocie lekkimi lotniskowcami. W ZSRR zbudowano na przełomie lat 70. i 80. serię nietypowych hybrydowych okrętów projektu 1143 (typu Kijew), klasyfikowanych początkowo jako krążowniki przeciwpodwodne, a ostatecznie jako „ciężkie krążowniki lotnicze”, które łączyły architekturę krążowników i lotniskowców oraz uzbrojenie w rakiety przeciwokrętowe dalekiego zasięgu i przeciwlotnicze z pokładem dla samolotów pionowego startu i lądowania. Ich wyporność pełna około 43 000 ton jest typowa dla lotniskowców. Dzięki bazowaniu na nich kilkunastu śmigłowców, ich podstawowym zadaniem było również zwalczanie okrętów podwodnych. Ich następcą stał się jeszcze większy klasyczny lotniskowiec „Admirał Kuzniecow”, który jednak również przenosi 12 ciężkich rakiet przeciwokrętowych Granit i klasyfikowany jest oficjalnie jako ciężki krążownik lotniczy. Poza ZSRR i Rosją jeszcze włoski lekki lotniskowiec dla samolotów pionowego startu i lądowania „Giuseppe Garibaldi” klasyfikowany jest formalnie jako krążownik lotniczy (wł. incrociatore portaeromobili). Został on również uzbrojony w pociski rakietowe, ale krótkiego zasięgu, służące do samoobrony (przeciwlotnicze Aspide i przeciwokrętowe Otomat) i nie były one jego równorzędnym uzbrojeniem w stosunku do wyposażenia lotniczego.

### XXI wiek
Zakończenie zimnej wojny i rywalizacji mocarstw przyniosło redukcję flot wojennych. W większym stopniu dotknęło to floty radzieckiej, przejętej w większości przez Rosję, która borykała się z dużymi problemami finansowymi, powodującymi wycofanie większości okrętów w latach 90. lub skierowanie do długotrwałych remontów. W 2016 roku w marynarce wojennej Rosji pozostał tylko jeden czynny krążownik atomowy „Piotr Wielikij” oraz trzy krążowniki projektu 1164 (Slava). Na 2021 rok planowane było zakończenie trwającego ponad 20 lat remontu drugiego atomowego krążownika „Admirał Nachimow”, być może połączonego z wymianą uzbrojenia na nowoczesne. W 2022 roku, trafiony ukraińskim pociskiem, zatonął krążownik „Moskwa” proj. 1164.
W USA w 2020 roku pozostawały w służbie 22 najnowsze krążowniki typu Ticonderoga. Okręty te były stale modernizowane, zyskując na wartości i uniwersalności. Część z nich otrzymała zdolność zwalczania rakiet balistycznych (system Aegis BMD). Nie budowano natomiast nowych jednostek tej klasy. W XXI wieku prowadzono prace projektowe nad futurystycznymi wielkim krążownikami oznaczonymi prowizorycznie jako CG(X), lecz w 2010 roku ich program został anulowany z powodów budżetowych.
Jedynie wymienione powyżej okręty klasyfikowane są formalnie na świecie jako krążowniki. Jako niszczyciele zaklasyfikowano też najnowsze amerykańskie futurystyczne wielkie niszczyciele typu Zumwalt, mimo ich wyporności około 16 tysięcy ton i uzbrojenia w dwa działa dużego, tradycyjnie „krążowniczego” kalibru 155 mm. W literaturze podkreśla się, że w rzeczywistości okręty te odpowiadają wielkim krążownikom. Jedynie w literaturze jako krążowniki określane bywają japońskie duże niszczyciele rakietowe typu Kongō o wyporności 9485 ton, z systemem Aegis (wywodzące się z niszczycieli typu Arleigh Burke). Jeszcze większymi okrętami są ich ulepszone wersje typów Atago i Maya, przekraczające 10 tysięcy ton. Należy zaznaczyć, że Japonia nie stosuje terminologii „krążownik”, ani nawet „niszczyciel” z przyczyn politycznych, a okręty te określane są w Japonii formalnie jako eskortowce rakietowe, nosząc angielskie prefiksy numerów burtowych DDG, odpowiadające klasie niszczycieli rakietowych. Wymienione niszczyciele japońskie również służą do ochrony antybalistycznej.

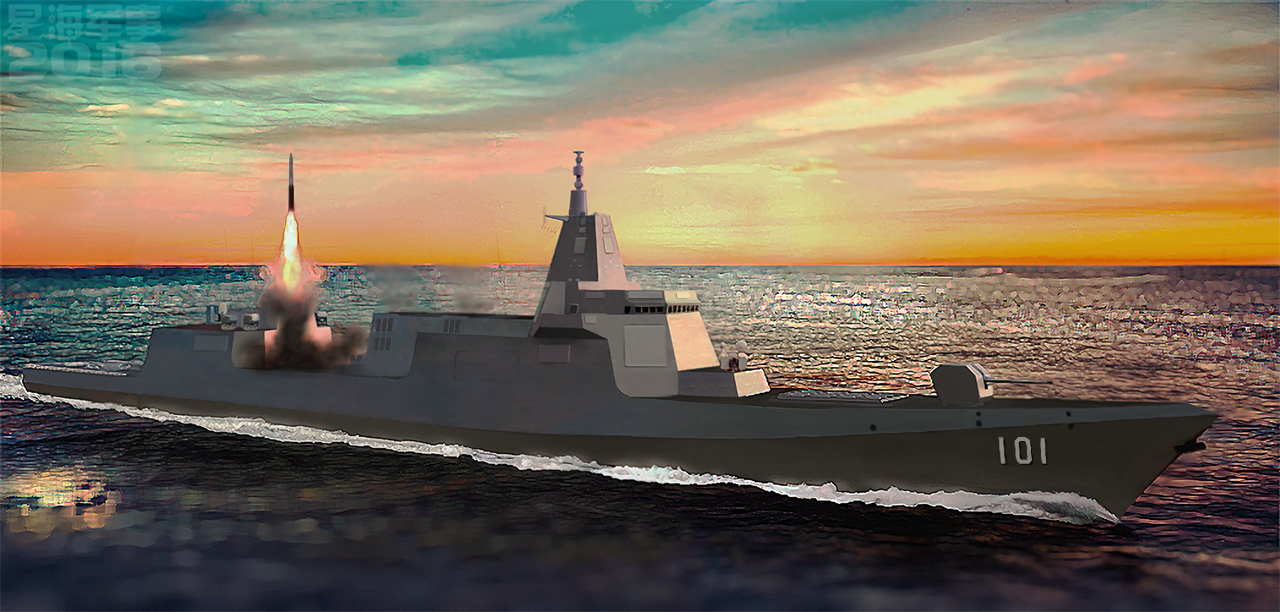
Rysunek chińskich niszczycieli typu 055

Marynarka amerykańska jako krążowniki określa też nowe chińskie wielkie niszczyciele rakietowe typu 055, chociaż klasyfikowane są jako niszczyciele i tak też traktuje je większość literatury. Wielkością i bogatym zestawem uzbrojenia i wyposażenia elektronicznego okręty te jednak w pełni odpowiadają krążownikom (wyporność pełna szacowana jest na 13-14 tysięcy ton, długość: 182,6 m). Oprócz uzbrojenia w pociski przeciwlotnicze służące do obrony strefowej, wzorem krążowników radzieckich mogą one przenosić także pociski przeciwokrętowe dalekiego zasięgu (540 km) YJ-18.